# Desa Sukarara (administrativ by i Indonesien, lat -8,70, long 116,21)
Desa Sukarara är en administrativ by i Indonesien.   Den ligger i provinsen Nusa Tenggara Barat, i den sydvästra delen av landet, 1 100 km öster om huvudstaden Jakarta. Desa Sukarara ligger på ön Lombok Island.